# Crkva sv. Ignacija u Dubrovniku
Crkva sv. Ignacija isusovačka je crkva u Dubrovniku.
Prve je planove za izgradnju čitavog isusovačkog kompleksa s crkvom izradio tadašnji rektor kolegija Giovanni Battista Canauli. Plan je obuhvaćao rušenje crkvenih i privatnih građevina kako bi crkva stajala na dominantnom mjestu i odobren je tek 1656., nakon što je Canuli bio opozvan. Superior Orsat Ranjina započeo je s otkupom zemljišta i građevina dvije godine nakon toga. Izgradnja kompleksa započela je 1662., a sama crkva tek nakon Nastala je tijekom više od stotinu godina. Građena je kao barokna jednobrodna crkva s reprezentativnim pročeljem, po uzoru na crkvu sv. Ignacija u Rimu. Projektiralo je izradio arhitekt Andrea Pozzo, a gradnja je dovršena 1725. godine. Iluzionističke barokne freske u unutrašnjosti, s prizorima iz života sv. Ignacija Lojolskog, izveo je slikar Gaetano Garcia.
Godine 1885. u crkvi je postavljena umjetna spilja, posvećena Gospi Lurdskoj, jedna od najstarijih u Europi. 
Crkva je smještena na trgu zvanom Poljana Ruđera Boškovića. Na trg se pristupa monumentalnim stubištem iz 1738. godine, djelu Pietra Passalacque, građenom po uzoru na stubište Piazza di Spagna u Rimu. Na crkvu se nadovezuje Isusovački kolegij (Collegium Ragusinum), glasovito isusovačko učilište, a danas Biskupijska klasična gimnazija Ruđera Boškovića. 

## Vanjske poveznice
- Crkva sv. Ignacija Lojolskog u Dubrovniku